# NGC 1087
NGC 1087 es una galaxia espiral intermedia de tipo SAB(rs)c que se encuentra en la constelación de Cetus un grado al sureste de M77. Se encuentra a unos 80 millones de años luz de distancia de la Tierra. Su magnitud aparente es 12,2.
Vista de frente desde nuestra perspectiva, tiene un pequeñísimo núcleo y una barra central muy corta, en la que, a diferencia de otras espirales barradas, hay signos de formación estelar. El disco de material circundante, de muy baja luminosidad superficial, presenta rasgos irregulares.
Aparece cerca de otra galaxia, NGC 1090, pero se piensa que ambas galaxias no están interactuando y deben considerarse separadamente. Aunque se encuentra cerca del Grupo de M77, parece que no forma parte del mismo. 
Fue descubierta el 9 de octubre de 1785 por William Herschel.